# Gentianella promethea
Gentianella promethea là một loài thực vật có hoa trong họ Long đởm. Loài này được (Juz.) Holub mô tả khoa học đầu tiên năm 1967.